# Ньеко, Моника Арак де
Моника Арак де Ньеко (англ. Monica Arac de Nyeko, 1979, Китгум) — угандийский прозаик и поэтесса.

## Биография
Росла в Кампале. Училась в Университете Макерере и Гронингенском университете. Активный деятель Femrite — Ассоциации писательниц Уганды.

## Творчество
Рассказы Ньеко включены в представительные антологии африканской и угандийской новеллистики 2000-х годов. Среди значимых для неё книг писательница называет романы «Бог мелочей» Арундати Рой, «Аке» Воле Шойинки и «Осколки» канадской писательницы Энн Майклс.

## Избранные публикации
- 2004 — Strange Fruit (рассказ, по названию знаменитой песни Билли Холидей; короткий список Caine Prize по африканской литературе)
- 2005 — Дети с красных полей (англ. Children of the red fields) (повесть)
- 2007 — Джамболан (англ. Jambula Tree) (рассказ; лауреат Caine Prize[1])